# مگس‌عقرب‌ها
مگس‌عقرب‌ها (نام علمی: Panorpa)، سرده‌ای از مگس‌های عقربی است که به‌طور گسترده‌ای پراکنده‌است، به‌ویژه در نیم‌کره شمالی. با این حال، آنها در غرب آمریکای شمالی یافت نمی‌شوند. سیزده گونه در شرق کانادا وجود دارند.
تا سال ۲۰۱۸، حدود ۲۶۰ گونه توصیف شده‌است.
لاروها و بالغین از لاشه تغذیه می‌کنند.
چرخه زندگی Panorpa nuptialis و رفتارهای آن در زمینه حشره‌شناسی قانونی مورد توجه قرار گرفته‌است.

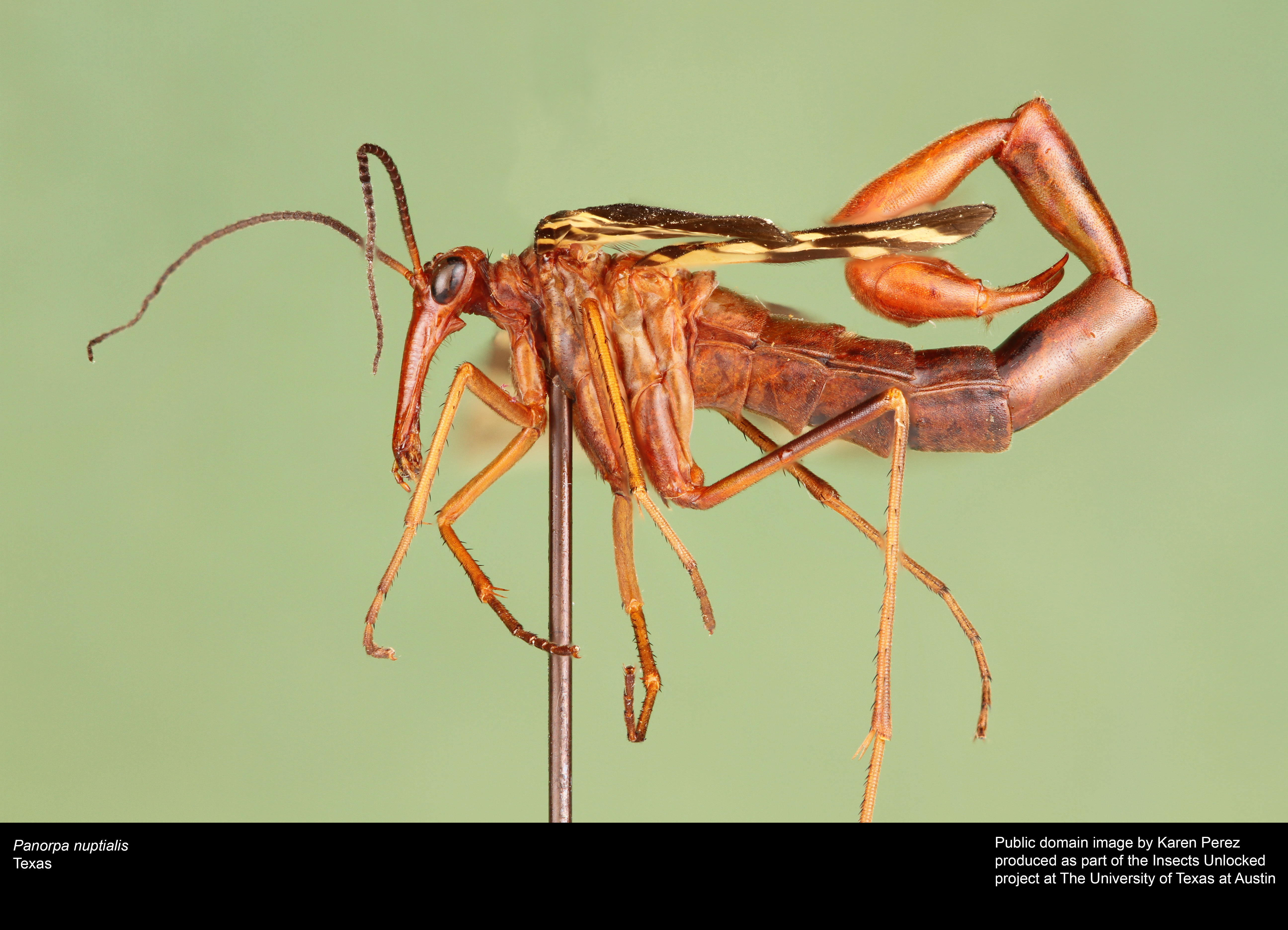
P. nuptialis